# Eta Reticuli
Eta Reticuli (η Reticuli, förkortat Eta Ret, η Ret) som är stjärnans Bayerbeteckning, är en ensam stjärna belägen i den östra delen av stjärnbilden Rombiska nätet. Den har en skenbar magnitud på 5,22 och är svagt synlig för blotta ögat där ljusföroreningar ej förekommer. Baserat på parallaxmätning inom Hipparcosuppdraget på ca 8,5 mas, beräknas den befinna sig på ett avstånd på ca 385 ljusår (ca 118 parsek) från solen. Den kan ingå i Zeta Herculis Moving-gruppen av stjärnor som har en gemensam rörelse genom rymden och rör sig genom Vintergatan med en hastighet av 117,6 km/s i förhållande till solen. Den projicerade galaktiska banan ligger mellan 11 700 och 31 600 ljusår från galaxens centrum. 

## Egenskaper
Primärstjärnan Eta Reticuli A är en gul till vit jättestjärna av spektralklass G7 III. Den har en massa som är ca 2,5 gånger större än solens massa, en radie som är ca 12  gånger större än solens och utsänder från dess fotosfär ca 120  gånger mera energi än solen vid en effektiv temperatur på ca 5 000 K.